# 贝和埃斯帕龙
贝和埃斯帕龙（法語：Bez-et-Esparon）是法国加尔省的一个市镇，属于勒维冈区（Le Vigan）勒维冈县（Le Vigan）。该市镇总面积8.33平方公里，2009年时的人口为358人。

## 人口
贝和埃斯帕龙人口变化图示